# ミスジ

ミスジは肩の一部

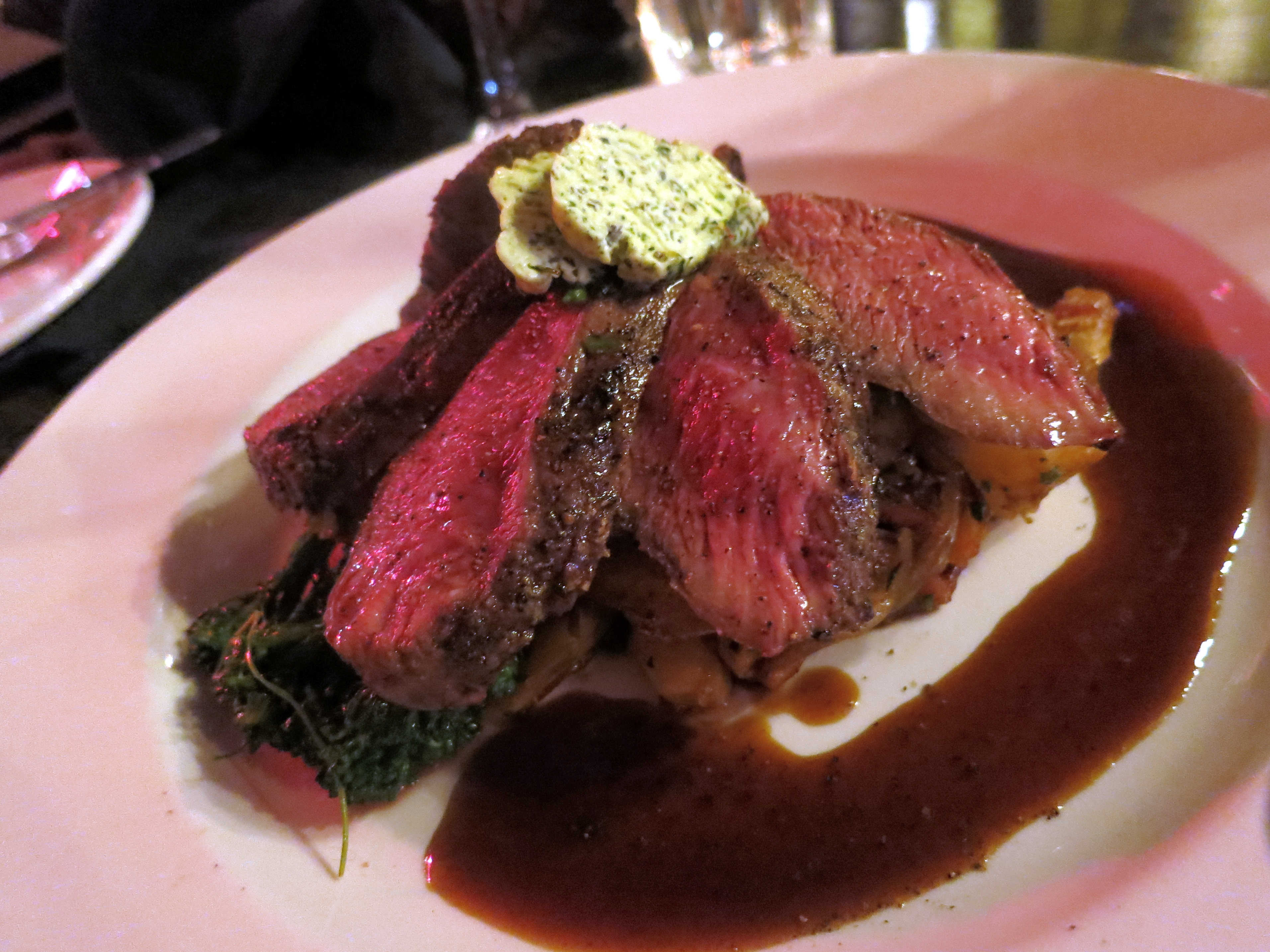
フラットアイアンステーキ

ミスジは、日本における牛肉の部位の1つ。肩甲骨の内側に位置するかた肉の一部である。
牛の肩甲骨から手首までの部分にある肉で、肩甲骨の内側の部分を差す。この部位には3枚の筋が入っていることから「ミスジ」と呼ばれるようになったとされる。
牛かた肉は運動量が多いのでやや硬いのだが、ミスジ部分は運動量が少ない部分であり、赤身ではあるが肉質は柔らかい。また、最も霜降りが入る部分でもあるが、赤身と脂身のバランスが良いのも特徴である。牛1頭から2キログラムから3キログラムしか取れず、希少性は高い（サーロインより取れる量は少ない）。
加熱しても硬くなりにくいので厚切りしてのステーキなどに向く。その際は低温加熱が良い。薄切りにしてしゃぶしゃぶにも向く。
アメリカ合衆国式の牛肉部位の分類ではトップブレード（top blade）に相当する。イギリスでは断面が羽のようであるとしてフェザー（Feather）とも呼ばれる。
ミスジを用いたステーキをアメリカではフラットアイアンステーキ（Flat iron steak）、イギリスではバトラーズステーキ（butlers' steak）やフェザーステーキ（feather steak）、オーストラリアやニュージーランドではオイスターブレードステーキ（oyster blade steak）と呼ぶ。